# Haplochromis teegelaari
Haplochromis teegelaari foi uma espécie de peixe da família Cichlidae. Podia ser encontrada no Quénia, Tanzânia e Uganda.